# Megacyllene decora
Megacyllene decora är en skalbaggsart som först beskrevs av Olivier 1795.  Megacyllene decora ingår i släktet Megacyllene och familjen långhorningar. Inga underarter finns listade i Catalogue of Life.